# Z-Ro
Z-Ro (справжнє ім'я Джозеф Вейн Маквей) — американський репер і хіп-хоп продюсер. New York Times назвала його одним з найбільш недооцінених реперів США.

## Ранні роки
Z-Ro народився в Сауз-Парку, сумнозвісному районі Г'юстона. У віці шести років померла його матір, тож він постійно змінював місце проживання. Зрештою Z-Ro оселився в Ріджмонтському районі Міссурі-Сіті, що на південному заході Г'юстона. В юнацькому віці Джозеф був безробітним, він почав торгувати наркотиками. За словами Z-Ro, прослуховування музики Тупака, Geto Boys, Street Military, K-Rino та Klondike Kat надихнули його більше працювати для досягнення своєї мети, покинути вулиці. Z-Ro виявив у себе хист до фрістайлів. Після запису в кількох студіях демо-тейпу президент місцевого лейблу підписав з ним контракт.

## Кар'єра
У 1998 вийшов дебютний студійний альбом Look What You Did to Me. Z-Ro став учасником Screwed Up Click, об'єднання реперів з Г'юстона. Свої 22-гі уродини виконавець відзначив у будинку DJ Screw, записавши «Blue 22». Все це зробило репера популярним на Півдні. У 2002 на нього звернув увагу засновник і президент Rap-A-Lot Records Джеймс Прінс, який запропонував Z-Ro укласти угоду.
Видана лейблом у 2004 платівка The Life of Joseph W. McVey мала величезний успіх і збільшила кількість фанів репера на Півдні. Let the Truth Be Told (2005), як і попередник, отримав позитивні відгуки. На час виходу I'm Still Livin' (2006) Z-Ro перебував за ґратами за володіння наркотиками. Перед тим, як сісти до в'язниці, Джозеф заявив, що альбом стане останнім у його кар'єрі, проте пізніше він змінив свої плани.

## Дискографія
| Рік  | Назва                       | Чартові позиції | Чартові позиції |
| Рік  | Назва                       | США             | US R&B          |
| ---- | --------------------------- | --------------- | --------------- |
| 1998 | Look What You Did to Me     | —               | —               |
| 2000 | Z-Ro vs. the World          | —               | 90              |
| 2001 | King of da Ghetto           | —               | —               |
| 2002 | Z-Ro                        | —               | —               |
| 2002 | Screwed Up Click Representa | —               | 58              |
| 2002 | Life                        | —               | 57              |
| 2003 | Z-Ro Tolerance              | —               | —               |
| 2004 | The Life of Joseph W. McVey | 170             | 27              |
| 2005 | Let the Truth Be Told       | 69              | 14              |
| 2006 | I'm Still Livin'            | 75              | 14              |
| 2007 | King of tha Ghetto: Power   | 197             | 32              |
| 2008 | Crack                       | 48              | 12              |
| 2009 | Cocaine                     | 147             | 19              |
| 2010 | Heroin                      | 142             | 29              |
| 2011 | Meth                        | 90              | 12              |
| 2012 | Angel Dust                  | 120             | 17              |
| 2014 | The Crown                   | —               | —               |
| 2015 | Melting the Crown           | —               | 16              |